# Capitano di porto
Capitano di porto è stato un grado del Corpo delle capitanerie di porto dalla sua costituzione fino al 1973. 
I gradi di capitano di porto si distinguevano in capitano di porto di 1ª, 2ª e 3ª classe

## Equiparazione dei gradi
I gradi di capitano di porto di 1ª, 2ª e 3ª classe erano equiparati rispettivamente a colonnello, tenente colonnello e maggiore. Il grado inferiore a capitano di porto di 3ª classe era ufficiale di porto.

## Capitano di porto ispettore
Nel 1879 con l'emanazione del regolamento per l’esecuzione del codice della marina mercantile venne istituita la figura del capitano di porto ispettore, che a norma dell'articolo 25 del regolamento al codice era "incaricato per propria istituzione, della ispezione di tutte le capitanerie, uffizi e delegazioni di porto, e dei lazzeretti, al fine di verificare la regolarità del servizio, e di assicurare e coordinare l’osservanza delle leggi e dei regolamenti per l’amministrazione marittima e sanitaria”.

## Capitano di porto dal 1919 al 1973
All'entrata in guerra dell'Italia nella prima guerra mondiale il Corpo venne temporaneamente militarizzato e terminato la guerra il Corpo divenne definitivamente un corpo militare con regio decreto-legge n. 2349 del 27 novembre 1919 e nello stesso periodo venne adottata, anche per i gradi delle Capitanerie di porto, la denominazione propria dei corpi tecnici della Regia Marina, a sua volta analoga a quella del Regio Esercito, seguita sempre dallo specificativo “di porto”. 
Con l'adozione per i gradi delle Capitanerie di porto della denominazione propria dei corpi tecnici della Regia Marina, il capitano di porto è diventato omologo del capitano dei corpi tecnici della Regia Marina e del Regio Esercito e gerarchicamente omologo a quello che in precedenza era l'ufficiale di porto, mentre i gradi di capitano di capitano di porto di 1ª, 2ª e 3ª classe assunsero la denominazione rispettivamente di colonnello, tenente colonnello e maggiore, seguita sempre dallo specificativo “di porto”. Tale denominazione è stata adottata anche successivamente dalla Marina Militare Italiana, che ha mutuato per le Capitanerie e per i corpi tecnici e logistici la denominazione dei gradi dall'Esercito fino al 1973, quando con legge del 16 aprile nº 174 la Marina Militare ha uniformato la denominazione dei gradi degli ufficiali di tutti i Corpi a quella del corpo di Stato Maggiore e il grado di capitano di porto è stato ridenominato tenente di vascello di porto.